# Ectropis nigra
Ectropis nigra là một loài bướm đêm trong họ Geometridae.